# Крепкие спиртные напитки
Крепкие спиртные напитки — спиртные напитки со сравнительно высоким содержанием алкоголя, основой которых, как правило, является дистиллят или бидистиллят (получается методом перегонки) или ректификат (получаемый методом ректификации) сброженного сусла.
Как правило, крепкими спиртными напитками считаются напитки с содержанием алкоголя не менее 20 % объёма готовой продукции. Нижняя граница содержания алкоголя для крепких спиртных напитков однозначно не определена, и может варьироваться в зависимости от норм отдельно взятой страны. Например, в России с 2000 года акцизные марки на алкогольной продукции с содержанием этилового спирта более 28 % маркировались надписью «Крепкие спиртные напитки», с содержанием этилового спирта 28 % и менее — «Спиртные напитки», за исключением вина, а с 2006 года граница между категориями алкогольных напитков определена в 25 %.
Производством крепких алкогольных напитков занимаются ликёро-водочные (спиртоводочные) заводы.